# Algoritmo find-s
El algoritmo find-s es utilizado dentro del ámbito de la inteligencia artificial. Su uso se engloba en la búsqueda de hipótesis o conceptos en él dado un conjunto de ejemplos.
El conjunto de ejemplos deberá estar conformado por una serie de tuplas de valores, cada uno de ellos denominados atributos. Adicionalmente uno de los atributos ha de ser de tipo binario (sí/no, cierto/falso, válido/inválido), el cual es el atributo objetivo a clasificar que diferencia el concepto. De esta forma el algoritmo trata de obtener una hipótesis que sea la más específica a los atributos en común de todos los ejemplos del conjunto de entrenamiento que se le ha suministrado.
Una vez obtenida la hipótesis se puede determinar si una nueva instancia la cumple.
FIND-s realiza esta labor tomando una tupla de valores con el mismo número de atributos, menos el del atributo objetivo, que los de entrenamiento. Pero de forma adicional define un nuevo tipo de valores que puede adoptar un atributo.
- Ø, que representa ningún valor. Este es el valor más específico posible.
- ?, que representa cualquier valor. Este es el valor más general posible.

## El algoritmo Find-S
Find-S (Ejemplos)
```
   Sea inicialmente la hipótesis más específica
   Por cada ejemplo positivo de Ejemplos
        Si la hipótesis concuerda con el ejemplo no hacer nada
        sino cambiar la hipótesis por la menor generalización de sí misma
```

## Generalizaciones y especializaciones
La hipótesis más específica es aquella conformada por toda la tupla a Ø
La menor generalización consiste en realizar los siguientes cambios
- Si el atributo de la hipótesis es Ø y el del ejemplo contiene un valor entonces se cambia por el del valor del ejemplo
- Si en cambio la hipótesis contiene un valor distinto a Ø y el del ejemplo otro valor distinto entonces se modifica por una ?

## Un ejemplo de Find-S
Sea el siguiente conjunto de entrenamiento:
| Cielo   | Temperatura | Humedad | Viento | Agua     | Previsión | Hacer Deporte |
| ------- | ----------- | ------- | ------ | -------- | --------- | ------------- |
| Soleado | Templada    | Normal  | Fuerte | Templada | Igual     | Sí            |
| Soleado | Templada    | Alta    | Fuerte | Templada | Igual     | Sí            |
| Lluvia  | Fría        | Alta    | Fuerte | Templada | Cambio    | No            |
| Soleado | Templada    | Alta    | Fuerte | Fría     | Cambio    | Sí            |

la hipótesis inicial es:
<Ø,Ø,Ø,Ø,Ø,Ø>
Ante el primer ejemplo
<Soleado, Templada, Normal, Fuerte, Templada, Igual>
Ante el segundo ejemplo
<Soleado, Templada,?,Fuerte, Templada, Igual>
Como el tercer ejemplo tiene su atributo objetivo a falso no se hace nada
Y Ante el último ejemplo
<Soleado, Templada,?,Fuerte,?,?>
Él cual construye la hipótesis final. Que puede leerse como que para hacer deporte debe cumplirse que el cielo este soleado, la temperatura templada y el viento fuerte. Todos los demás atributos no se tienen en cuenta.